# CA-652
La CA-652 es una carretera autonómica de Cantabria perteneciente a la Red Local y que une las localidades de Hoznayo y Riaño, finalizando en una intersección con la carretera autonómica CA-266 en la subida al puerto de Fuente las Varas desde Solórzano.

## Nomenclatura

Indicador

Su nombre está formado por las iniciales CA, que indica que es una carretera autonómica de Cantabria, y el dígito 652 es el número que recibe según el orden de nomenclaturas de las carreteras de la comunidad autónoma. La centena 6 indica que se encuentra situada en el sector comprendido entre las carreteras nacionales N-634 al norte, N-623 al oeste y N-629 al este, y el límite con la provincia de Burgos al sur.

## Historia
Esta carretera engloba a la denominada anteriormente como S-543, con inicio en Hoznayo y final en Riaño y el tramo 1 de la carretera S-550, entre esta última localidad y el final de la carretera.

## Trazado actual
Tiene su origen en la intersección con la N-634 en el núcleo de Hoznayo, en el punto kilómetro 196 de dicha carretera nacional. El final se sitúa en una intersección con la carretera autónomica CA-266, próxima al punto kilométrico 9 de dicha vía.
La carretera discurre por el término municipal de Entrambasaguas durante los primeros 8,2 kilómetros y, a partir de este punto, recorre el término municipal de Solórzano hasta su final. A lo largo de su recorrido atraviesa los núcleos de Hoznayo, Entrambasaguas, el barrio San Antonio de dicha localidad, Hornedo y Riaño.
En la travesía de Hoznayo y en la margen sur de la carretera, se sitúa el Palacio de los Acebedo, declarado Bien de Interés Cultural y en sus proximidades pero un poco más alejado de la carretera, el antiguo Convento de San José.
El trazado discurre paralelo a los cauces del río Aguanaz y del arroyo Riaño o Entrambasaguas, además de cruzar sobre otros cauces menores, entre los que destaca el arroyo Santa Juliana en donde se encuentran las ruinas de un antiguo molino.
Dado que el cauce del río Aguanaz está incluido dentro del LIC Río Miera, la carretera invade en varios puntos la banda del mencionado LIC.
El inicio de la carretera se sitúa a una altitud de 37 m s. n. m. y el fin de la vía está situado a 254 m s. n. m., en la divisoria de los ríos Miera y Campiazo. Existe un punto alto intermedio, situado en la intersección con la carretera CA-653 en Riaño, en el que se alcanza la cota 167 desciendo luego hasta la cota 149 para, finalmente, ascender hasta el final.
La carretera tiene dos carriles, uno para cada sentido de circulación pero la anchura de los mismos varía a lo largo de la vía. Así, en el tramo inicial, hasta Entrambasaguas tiene una anchura total de 6 metros sin arcenes con un paseo peatonal de 2 metros de anchura que va cambiando de lado de la carretera.
Una vez pasada dicha localidad y hasta la intersección con la carretera CA-653 en Riaño, la carretera mantiene el ancho mínimo de 5,5 metros sin arcenes y dispone de paseos peatonales de 1,5 metros en la margen izquierda de la travesía de Hornedo y derecha en Riaño.

## Actuaciones
Dentro del programa de travesías en la Red Local del IV Plan de Carreteras de Cantabria se contemplaba la inversión para ampliación de la plataforma a 6 m sin arcenes en el tramo denominado travesías de Entrambasaguas y que se corresponde con los 4,5 primeros kilómetros de esta carretera CA-652. En febrero de 2011, se inauguraron dichas obras quedando pendiente la mejora del resto de la carretera.
Las obras para el acondicionamiento, rehabilitación y mejora del resto de la carretera fueron licitadas en 2015 siendo inauguradas en diciembre de 2016. Estas obras también incluyeron la mejora de la carretera CA-653.

## Transportes
La siguiente línea de transporte público circula a lo largo de la carretera CA-652 disponiendo de paradas en el recorrido de la misma:
- ALSA: Solares - Riaño

## Recorrido y puntos de interés
En este apartado se aporta la información sobre cada una de las intersecciones de la CA-652 así como otras informaciones de interés.
| Esquema               | PK   | Sentido Riaño (creciente) | Sentido Riaño (creciente)     | Sentido Riaño (creciente)       | Sentido Riaño (creciente)       | Sentido Hoznayo (decreciente)    | Sentido Hoznayo (decreciente)   | Sentido Hoznayo (decreciente) | Sentido Hoznayo (decreciente) | Incidencias                    |
| Esquema               | PK   | Velocidad                 | Elemento                      | Salida                          | Salida                          | Salida                           | Salida                          | Elemento                      | Velocidad                     | Incidencias                    |
| Esquema               | PK   | Velocidad                 | Elemento                      | Dir.                            | Nombre                          | Nombre                           | Dir.                            | Elemento                      | Velocidad                     | Incidencias                    |
| --------------------- | ---- | ------------------------- | ----------------------------- | ------------------------------- | ------------------------------- | -------------------------------- | ------------------------------- | ----------------------------- | ----------------------------- | ------------------------------ |
|                       | 0,0  |                           |                               |                                 | CA-652 ENTRAMBASAGUAS RIAÑO     | N-634 SOLARES E-70 A-8 SANTANDER |                                 |                               |                               |                                |
| N-634 E-70 A-8 BILBAO | 0,0  |                           |                               |                                 | CA-652 ENTRAMBASAGUAS RIAÑO     |                                  |                                 |                               |                               |                                |
|                       | 0,1  |                           |                               | Palacio de los Acebedo          | Palacio de los Acebedo          | Palacio de los Acebedo           | Palacio de los Acebedo          |                               |                               |                                |
|                       | 0,3  |                           |                               | HOZNAYO                         | HOZNAYO                         | HOZNAYO                          | HOZNAYO                         |                               |                               | Acceso al Convento de San José |
|                       | 0,4  |                           |                               | Gerposa (código 9255)           | Gerposa (código 9255)           | Gerposa (código 9255)            | Gerposa (código 9255)           |                               |                               |                                |
|                       | 1,3  |                           |                               | ENTRAMBASAGUAS                  | ENTRAMBASAGUAS                  | ENTRAMBASAGUAS                   | ENTRAMBASAGUAS                  |                               |                               |                                |
|                       | 1,5  |                           |                               | Elechino (código 9256)          | Elechino (código 9256)          | Elechino (código 9256)           | Elechino (código 9256)          |                               |                               |                                |
|                       | 1,7  |                           |                               | Arroyo Bucarrón                 | Arroyo Bucarrón                 | Arroyo Bucarrón                  | Arroyo Bucarrón                 |                               |                               |                                |
|                       | 2,1  |                           |                               | Cruce (código 9257)             | Cruce (código 9257)             | Cruce (código 9257)              | Cruce (código 9257)             |                               |                               |                                |
|                       | 2,1  |                           |                               |                                 | CA-651 LA CAVADA LIÉRGANES      | N-634 ANERO HOZNAYO              |                                 |                               |                               |                                |
|                       | 2,1  | CA-652 HORNEDO RIAÑO      | CA-652 HOZNAYO                |                                 |                                 |                                  |                                 |                               |                               |                                |
|                       | 2,1  | N-634 ANERO HOZNAYO       | CA-651 LA CAVADA LIÉRGANES    |                                 |                                 |                                  |                                 |                               |                               |                                |
|                       | 2,6  |                           |                               | Consultorio (código 9258)       | Consultorio (código 9258)       | Consultorio (código 9258)        | Consultorio (código 9258)       |                               |                               |                                |
|                       | 2,9  |                           |                               | ENTRAMBASAGUAS                  | ENTRAMBASAGUAS                  | ENTRAMBASAGUAS                   | ENTRAMBASAGUAS                  |                               |                               |                                |
|                       | 2,9  |                           |                               | Río Aguanaz                     | Río Aguanaz                     | Río Aguanaz                      | Río Aguanaz                     |                               |                               | Pasarela peatonal              |
|                       | 3,0  |                           |                               | Barrio La Brena (código 9259)   | Barrio La Brena (código 9259)   | Barrio La Brena (código 9259)    | Barrio La Brena (código 9259)   |                               |                               |                                |
|                       | 4,0  |                           |                               | SAN ANTONIO                     | SAN ANTONIO                     | SAN ANTONIO                      | SAN ANTONIO                     |                               |                               |                                |
|                       | 4,1  |                           |                               | San Antonio/Plaza (código 9260) | San Antonio/Plaza (código 9260) | San Antonio/Plaza (código 9260)  | San Antonio/Plaza (código 9260) |                               |                               |                                |
|                       | 4,4  |                           |                               | SAN ANTONIO                     | SAN ANTONIO                     | SAN ANTONIO                      | SAN ANTONIO                     |                               |                               |                                |
|                       | 4,8  |                           |                               | San Antonio 2 (código 9261)     | San Antonio 2 (código 9261)     | San Antonio 2 (código 9261)      | San Antonio 2 (código 9261)     |                               |                               |                                |
|                       | 5,3  |                           |                               | Arroyo Riaño                    | Arroyo Riaño                    | Arroyo Riaño                     | Arroyo Riaño                    |                               |                               |                                |
|                       | 5,3  |                           |                               | Cruce Vallondo (código 9262)    | Cruce Vallondo (código 9262)    | Cruce Vallondo (código 9262)     | Cruce Vallondo (código 9262)    |                               |                               |                                |
|                       | 6,6  |                           |                               | HORNEDO                         | HORNEDO                         | HORNEDO                          | HORNEDO                         |                               |                               |                                |
|                       | 6,8  |                           |                               | El Moro (código 9263)           | El Moro (código 9263)           | El Moro (código 9263)            | El Moro (código 9263)           |                               |                               |                                |
|                       | 6,7  |                           |                               | Hornedo                         | Hornedo                         | Hornedo                          | Hornedo                         |                               |                               |                                |
|                       | 7,2  |                           |                               | Arroyo Santa Juliana            | Arroyo Santa Juliana            | Arroyo Santa Juliana             | Arroyo Santa Juliana            |                               |                               |                                |
|                       | 7,3  |                           |                               | Escuelas (código 9264)          | Escuelas (código 9264)          | Escuelas (código 9264)           | Escuelas (código 9264)          |                               |                               |                                |
|                       | 7,5  |                           |                               | HORNEDO                         | HORNEDO                         | HORNEDO                          | HORNEDO                         |                               |                               |                                |
|                       | 7,9  |                           |                               | El Molino (código 9265)         | El Molino (código 9265)         | El Molino (código 9265)          | El Molino (código 9265)         |                               |                               |                                |
|                       | 8,4  |                           |                               | El Regatillo (código 9266)      | El Regatillo (código 9266)      | El Regatillo (código 9266)       | El Regatillo (código 9266)      |                               |                               |                                |
|                       | 8,9  |                           |                               | Cruce Garzón (código 9267)      | Cruce Garzón (código 9267)      | Cruce Garzón (código 9267)       | Cruce Garzón (código 9267)      |                               |                               |                                |
|                       | 9,0  |                           |                               | Arroyo Riaño                    | Arroyo Riaño                    | Arroyo Riaño                     | Arroyo Riaño                    |                               |                               |                                |
|                       | 9,2  |                           |                               | RIAÑO                           | RIAÑO                           | RIAÑO                            | RIAÑO                           |                               |                               |                                |
|                       | 9,6  |                           |                               | La Lastra (código 9268)         | La Lastra (código 9268)         | La Lastra (código 9268)          | La Lastra (código 9268)         |                               |                               |                                |
|                       | 10,4 |                           |                               |                                 | CA-652 MATIENZO RIVA            | CA-653 LA IGLESIA                |                                 |                               |                               |                                |
|                       | 10,4 | CA-653 LA IGLESIA         | CA-652 ENTRAMBASAGUAS HOZNAYO |                                 |                                 |                                  |                                 |                               |                               |                                |
|                       | 11,0 |                           |                               | RIAÑO                           | RIAÑO                           | RIAÑO                            | RIAÑO                           |                               |                               |                                |
|                       | 13,1 |                           |                               |                                 | CA-266 SOLÓRZANO BERANGA        | CA-652 RIAÑO HOZNAYO             |                                 |                               |                               |                                |
|                       | 13,1 | CA-266 MATIENZO           |                               |                                 |                                 | CA-652 RIAÑO HOZNAYO             |                                 |                               |                               |                                |